# Heinz-Peter Becker

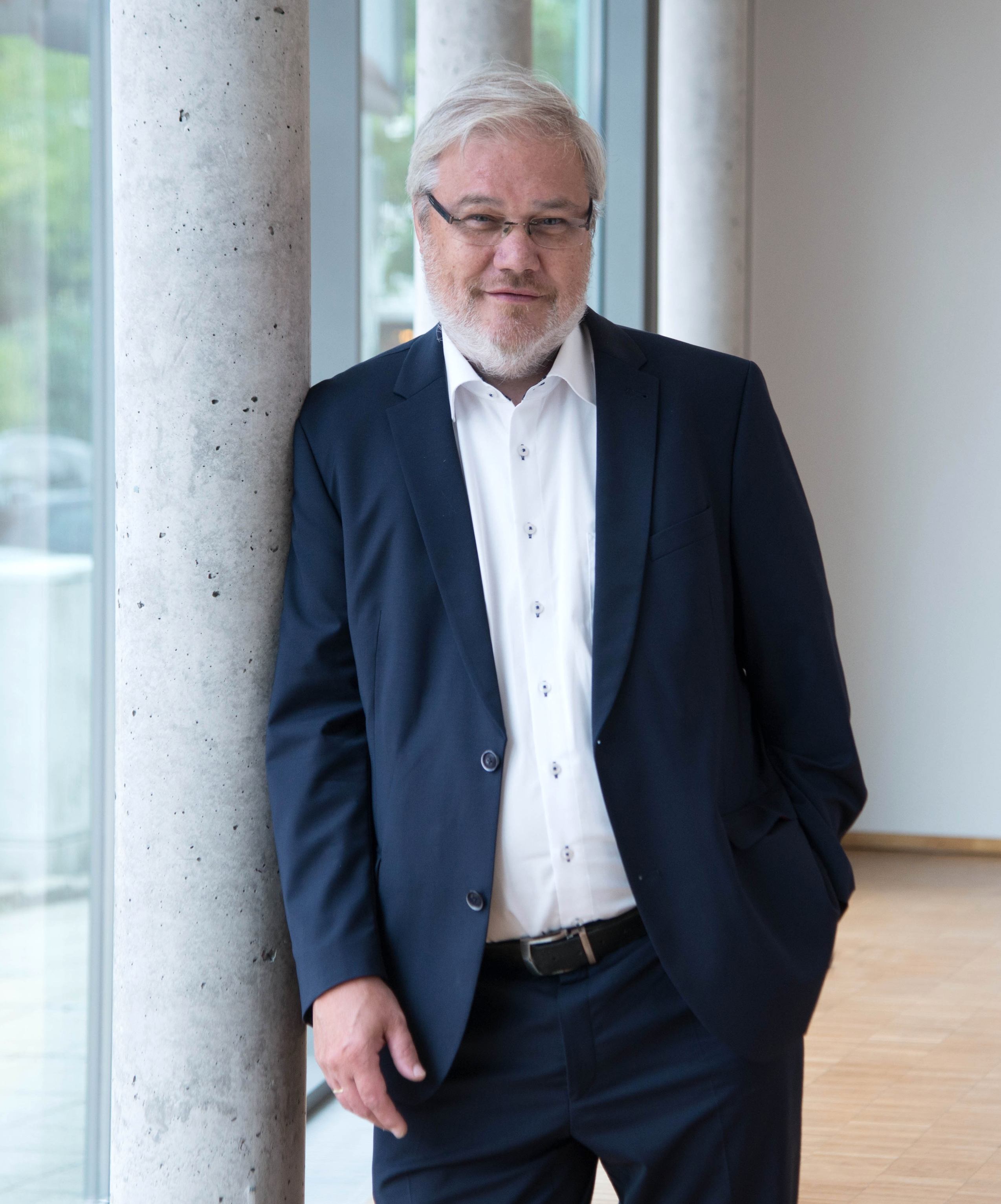
Heinz-Peter Becker im August 2017

Heinz-Peter Becker (* 1957 in Walldorf (Hessen)) ist SPD-Politiker und war von 2007 bis Juli 2019 Bürgermeister der südhessischen Stadt Mörfelden-Walldorf.

## Karriere
Nach dem Realschulabschluss absolvierte Becker zunächst eine Ausbildung als Elektromonteur bei Siemens. Auf dem Abendgymnasium holte er dann sein Abitur nach und begann danach in Frankfurt ein Studium der Volkswirtschaftslehre, das er als Diplom-Volkswirt abschloss.
1985 wurde Becker Stadtverordneter in Mörfelden-Walldorf. 2002 wurde er Erster Stadtrat. Dieses Amt übte er hauptamtlich aus. 2007 wurde er dann von der Bevölkerung Mörfelden-Walldorfs in einer Stichwahl mit 59,8 Prozent der Stimmen als Nachfolger von Bernhard Brehl zum Bürgermeister der Stadt gewählt. Im ersten Wahlgang hatte Becker 48,4 Prozent der Stimmen erhalten.
Bei der Bürgermeisterwahl am 3. März 2013 wurde er im Amt bestätigt. Er setzte sich im ersten Wahlgang mit 55,6 Prozent der gültigen Stimmen gegen die Mitbewerber Kirsten Schork (CDU) und Gerhard Schulmeyer (DKP/LL) durch. Nachdem er bei der Bürgermeisterwahl im April 2019 in der Stichwahl gegen den grünen Bewerber Thomas Winkler verloren hatte, endete seine Amtszeit und er ging am 20. Juli 2019 in den Ruhestand.
Seit der Kommunalwahl 2021 ist er Kreisbeigeordneter im Kreistag des Kreises Groß-Gerau. Im Oktober 2021 wurde er Aufsichtsratsvorsitzender der BürgerEnergieRheinMain eG (BERMeG).

## Auszeichnungen
Bei der feierlichen Verabschiedung als Bürgermeister zeichnete Geert van Rumund, Bürgermeister der niederländischen Stadt Wageningen, Heinz-Peter Becker mit dem Wageninger Ehrensilber aus. Rumund übergab sie mit den Worten „Es ist das erste Mal, dass Wageningen diese Auszeichnung an einen ausländischen Staatsbürger überreicht. Heinz-Peter Becker bekommt sie für seinen Einsatz für unsere Städtepartnerschaft und völkerübergreifende Freundschaft.“

## Privates
Becker wohnt mit seiner Frau und seinem Sohn im Stadtteil Mörfelden.